# Distribución muestral
En estadística, la distribución muestral es lo que resulta de considerar todas las muestras posibles que pueden ser tomadas de una población. Su estudio permite calcular la probabilidad que se tiene, dada una sola muestra, de acercarse al parámetro de la población. Mediante la distribución muestral se puede estimar el error para un tamaño de muestra dado.

## Introducción
La distribución de muestreo de una estadística es la distribución de esa estadística, considerada como una variable aleatoria, cuando se deriva de una muestra aleatoria de tamaño  n. Se puede considerar como la distribución de la estadística para todas las muestras posibles de la misma población de un tamaño de muestra dado. La distribución del muestreo depende de la distribución subyacente de la población, la estadística que se considera, el procedimiento de muestreo empleado y el tamaño de muestra utilizado. A menudo existe un considerable interés en si la distribución muestral puede aproximarse mediante una distribución asintótica, que corresponde al caso límite ya que el número de muestras aleatorias de tamaño finito, tomadas de una población infinita y utilizadas para producir la distribución, tiende a infinito.
Por ejemplo, considere una población normal con una media  {\displaystyle \mu } y varianza  {\displaystyle \sigma ^{2}}. Supongamos que repetidamente tomamos muestras de un tamaño dado de esta población y calculamos la media aritmética {\displaystyle \scriptstyle {\bar {x}}} para cada muestra: esta estadística se denomina media muestral. La distribución de estos medios, o promedios, se denomina "distribución muestral de la media muestral". Esta distribución es normal  {\displaystyle \scriptstyle {\mathcal {N}}(\mu ,\,\sigma ^{2}/n)} (n es el tamaño de la muestra) ya que la población subyacente es normal, aunque las distribuciones de muestreo también pueden estar a menudo cerca de lo normal, incluso cuando la distribución de la población no lo es (véase el teorema del límite central ). Una alternativa a la media muestral es la mediana de la muestra. Cuando se calcula a partir de la misma población, tiene una distribución de muestreo diferente a la de la media y generalmente no es normal (pero puede estar cerca para tamaños de muestra grandes).
La media de una muestra de una población que tiene una distribución normal es un ejemplo de una estadística simple tomada de una de las poblaciones estadísticas más simples. Para otras estadísticas y otras poblaciones, las fórmulas son más complicadas y, a menudo, no existen en forma cerrada . En tales casos, las distribuciones de muestreo pueden aproximarse a través de simulaciones de Monte Carlo[p. 2] , métodos bootstrap o teoría de distribución asintótica.